# Oveja montesina
La oveja montesina u oveja de monte es una raza ovina española originaria de las zonas montañosas del noroeste de la provincia de Granada y del sur de la provincia de Jaén, en Andalucía, pero que también se extiende en menor concentración y con mayor grado de cruzamiento por la provincia de Albacete (en Castilla-La Mancha) y por la Región de Murcia. El Catálogo Oficial de Razas de Ganado de España la incluye en el Grupo de Razas Autóctonas en Peligro de Extinción.

## Características morfológicas
La oveja montesina procede del tronco ibérico, cuyo ancestro es el Ovis aries Ibericus, por lo que presenta la característica pigmentación de manchas negras alrededor de los ojos, en la punta de las orejas, en el morro y, por lo general, en la parte distal de las extremidades. Se trata de animales de proporciones armónicas ligeramente alargadas, de perfil subconvexo o convexo y de tamaño medio, con un peso que oscila entre los 65 y los 70 kg. en los carneros y entre los 40 y 50 kg. en las ovejas. Ambos sexos suelen carecer de cuernos, aunque hay tanto machos como hembras con cuernos pero la selección tiende a su eliminación. Son animales de gran rusticidad que pueden entrar en gestación en cualquier época del año.

## Características productivas
El objetivo principal de la cría de la raza es la producción de carne. Se ha generalizado la finalización de los corderos en cebadero, sacrificados a la edad de noventa días con un peso próximo a los 25 kg. También tiene una buena aptitud lechera que le permite sacar adelante sus crías.

## Sistemas de explotación
La oveja montesina está sometida a un régimen muy extensivo en zonas de altura, frecuentemente por encima de los 1000 m s. n. m., con clima extremo, con una pluviosidad baja próxima a los 400 mm. anuales distribuidos irregularmente a lo largo del año. Los rebaños suelen agrupar entre doscientas y trescientas ovejas y su alimentación se basa fundamentalmente en el pastoreo.

## Situación actual
En diciembre de 2018 había unas diez mil seiscientas ovejas montesinas censadas, de las cuales más del 50 % se encuentran en la provincia de Jaén. La Feria de Muestras del parque natural de Sierra Mágina de 2016, ExpoHuelma, celebrada en la localidad de Huelma, dedicó un expositor específicamente para esta raza, con la presencia de un centenar de ejemplares de la misma, con el objetivo de promover su desarrollo.